# Tuffi ai XVII Giochi asiatici - Trampolino 1 metro femminile
La competizione dei tuffi dal trampolino 1 metro femminile dei XVII Giochi asiatici si è disputata il 1º ottobre 2014 presso il Centro Acquatico Munhak Park Tae-hwan, di Incheon, in Corea del Sud. La gara si è svolta in unico turno nel quale le atlete hanno eseguito una serie di cinque tuffi.

## Programma
| Data            | Ora (UTC+9) | Turno  |
| --------------- | ----------- | ------ |
| 1º ottobre 2014 | 14:00       | Finale |

## Risultati
| Class   | Atleta             | Nazione       | Tuffi | Tuffi | Tuffi | Tuffi | Tuffi | Totale |
| Class   | Atleta             | Nazione       | 1     | 2     | 3     | 4     | 5     | Totale |
| ------- | ------------------ | ------------- | ----- | ----- | ----- | ----- | ----- | ------ |
| Oro     | Shi Tingmao        | Cina          | 61.20 | 58.65 | 61.20 | 61.10 | 66.30 | 308.45 |
| Argento | Wang Han           | Cina          | 57.60 | 59.80 | 57.60 | 57.20 | 55.20 | 287.40 |
| Bronzo  | Kim Na-mi          | Corea del Sud | 49.20 | 58.50 | 51.75 | 57.60 | 52.80 | 269.85 |
| 4       | Kim Su-ji          | Corea del Sud | 54.00 | 54.60 | 50.60 | 54.00 | 49.50 | 262.70 |
| 5       | Cheong Jun Hoong   | Malaysia      | 54.00 | 45.50 | 51.75 | 48.00 | 58.50 | 257.75 |
| 6       | Nur Dhabitah Sabri | Malaysia      | 51.60 | 54.60 | 48.30 | 49.20 | 50.70 | 254.40 |
| 7       | Sayaka Shibusawa   | Giappone      | 48.30 | 54.60 | 26.40 | 48.10 | 50.40 | 227.80 |
| 8       | Sharon Chan        | Hong Kong     | 51.60 | 44.20 | 46.00 | 33.60 | 47.50 | 222.90 |
| 9       | Myra Lee           | Singapore     | 42.90 | 42.00 | 43.70 | 43.20 | 37.80 | 209.60 |
| 10      | Choi Sut Kuan      | Macao         | 46.80 | 36.40 | 47.15 | 33.60 | 42.90 | 206.85 |
| 11      | Choi Sut Ian       | Macao         | 50.40 | 46.80 | 47.15 | 50.40 | 5.20  | 199.95 |